# Julia Michaels
Julia Carin Cavazos, även känd som Julia Michaels, född 13 november 1993 i Davenport, Iowa och uppvuxen i Santa Clarita, Kalifornien, är en amerikansk sångerska och låtskrivare som fick sitt stora genombrott med låten "Issues" under 2017. Hon har även skrivit låtar till andra artister och grupper som Selena Gomez, Demi Lovato, Fifth Harmony, Shawn Mendes, Britney Spears, Justin Bieber, Hailee Steinfeld och Gwen Stefani.